# 11714 Mikebrown
11714 Mikebrown è un asteroide della fascia principale. Scoperto nel 1998, presenta un'orbita caratterizzata da un semiasse maggiore pari a 2,6724392 UA e da un'eccentricità di 0,2545849, inclinata di 2,99922° rispetto all'eclittica.